# María Ólafsdóttir
María Ólafsdóttir (Blönduós, 21 maart 1993) is een IJslands zangeres.

## Biografie
María werd geboren in Blönduós en liep later op school in de IJslandse hoofdstad Reykjavik. In december 2014 raakte bekend dat ze deelnam aan Söngvakeppnin 2015, de IJslandse voorronde voor het Eurovisiesongfestival. Met het nummer Unbroken won ze deze preselectie, waardoor ze haar vaderland heeft vertegenwoordigd op het Eurovisiesongfestival 2015 in de Oostenrijkse hoofdstad Wenen. Ze bleef er steken in de halve finale. Daar eindigde ze uiteindelijk op de 15de plaats net boven Zwitserland en San Marino.
1986: ICY · 
1987: Halla Margrét · 
1988: Beathoven · 
1989: Daníel Ágúst · 
1990: Stjórnin · 
1991: Stefán & Eyfi · 
1992: Heart 2 Heart · 
1993: Inga · 
1994: Sigga · 
1995: Bo Halldórsson · 
1996: Anna Mjöll · 
1997: Paul Oscar · 
1999: Selma · 
2000: August & Telma · 
2001: Two Tricky · 
2003: Birgitta · 
2004: Jónsi · 
2005: Selma · 
2006: Silvia Night · 
2007: Eiríkur Hauksson · 
2008: Euroband · 
2009: Yohanna · 
2010: Hera Björk · 
2011: Sigurjón's Friends · 
2012: Gréta Salóme & Jónsi · 
2013: Eyþór Ingi Gunnlaugsson · 
2014: Pollapönk · 
2015: María Ólafsdóttir · 
2016: Gréta Salóme · 
2017: Svala · 
2018: Ari Ólafsson · 
2019: Hatari · 
2021: Daði & Gagnamagnið · 
2022: Systur · 
2023: Diljá · 
2024: Hera Björk · 
2025: Væb
- MusicBrainz: 89649206-89da-4753-ad15-083c3c61a1e2
- Virtual International Authority File: 280384572